# Mercè Torrents Turmo
 (décembre 2023).
 (décembre 2023).
La mise en forme du texte ne suit pas les recommandations de Wikipédia : il faut le « wikifier ».
Les points d'amélioration suivants sont les cas les plus fréquents. Le détail des points à revoir est peut-être précisé sur la page de discussion.
- Les titres sont pré-formatés par le logiciel. Ils ne sont ni en capitales, ni en gras.
- Le texte ne doit pas être écrit en capitales (les noms de famille non plus), ni en gras, ni en italique, ni en « petit »…
- Le gras n'est utilisé que pour surligner le titre de l'article dans l'introduction, une seule fois.
- L'italique est rarement utilisé : mots en langue étrangère, titres d'œuvres, noms de bateaux, etc.
- Les citations ne sont pas en italique mais en corps de texte normal. Elles sont entourées par des guillemets français : « et ».
- Les listes à puces sont à éviter, des paragraphes rédigés étant largement préférés. Les tableaux sont à réserver à la présentation de données structurées (résultats, etc.).
- Les appels de note de bas de page (petits chiffres en exposant, introduits par l'outil «  Source ») sont à placer entre la fin de phrase et le point final[comme ça].
- Les liens internes (vers d'autres articles de Wikipédia) sont à choisir avec parcimonie. Créez des liens vers des articles approfondissant le sujet. Les termes génériques sans rapport avec le sujet sont à éviter, ainsi que les répétitions de liens vers un même terme.
- Les liens externes sont à placer uniquement dans une section « Liens externes », à la fin de l'article. Ces liens sont à choisir avec parcimonie suivant les règles définies. Si un lien sert de source à l'article, son insertion dans le texte est à faire par les notes de bas de page.
- La présentation des références doit suivre les conventions bibliographiques. Il est recommandé d'utiliser les modèles {{Ouvrage}}, {{Chapitre}}, {{Article}}, {{Lien web}} et/ou {{Bibliographie}}. Le mode d'édition visuel peut mettre en forme automatiquement les références.
- Insérer une infobox (cadre d'informations à droite) n'est pas obligatoire pour parachever la mise en page.

Pour une aide détaillée, merci de consulter Aide:Wikification.
Si vous pensez que ces points ont été résolus, vous pouvez retirer ce bandeau et améliorer la mise en forme d'un autre article.
 (juin 2024).
Mercè Torrents Turmo, née le 12 février 1930 à Barcelone, 12 février et morte le 20 janvier 2018 dans la même ville, est une pianiste et compositrice espagnole.

## Biographie
Mercè Torrents Turmo nait le 12 février 1939 à Barcelone. Son père, Juan Torrents, est violoncelliste, professeur de musique et membre de l'orchestre de Pablo Casals.
Mercè Torrents Turmo étudie le piano au Conservatoire supérieur de musique du Liceu de Barcelone avec Pere Vallribera, et se perfectionne à l'Académie Marshall.  Elle étudie ensuite la composition avec Cristòfor Taltabull.

### Trajectoire musicale
Elle est l'auteur de pièces pour piano, violoncelle, guitare, ainsi que pour quatuor, chœur, cobla et orchestre symphonique[. [Elle produit également un grand nombre de chansons, généralement pour soprano et piano, mettant en musique des poètes catalans tels que Josep Carner, Josep Vicenç Foix, Miquel Martí i Pol, Mercè Correa et Pere Quart, mais surtout Salvador Espriu, dont elle met en musique l'intégralité du Livre de Sinera sous forme d'oratorio (Oratori del Llibre de Sinera), le Final de laberint en cants espirituals (1968, inédit), le Pell de Brau et d'autres œuvres. 
Ses œuvres sont interprétées par notamment les chanteuses Núria Feliu (es), Maria Dolors Laffitte (es), Marina Rossell et Celdoni Fonoll (es). En 1990, elle reçoit le "Prix de musique Caterina Albert i Paradís" décerné par l'Association des femmes catalanes.
Sa discographie comprend : Núria Feliu canta Salvador Espriu (Hispavox, 1969) ; collaboration à l'album Anton Carrera (Concèntric, 1971) ; Ramats d'estrelles, (Picap, 1986), Ombra de foc (Picap, 1988); CD Estimats poetes (Picap, 1995); Tapís (sur l’œuvre de David Jou, Albert Moraleda, 2014); Mediterrànies (Albert Moraleda, 2016); Oratori du[Quoi ?] Llibre de Sinera (Colonne Musique, 2016); Cançons Secretes (Colonne Musique, 2017). Dans le quatrième CD de l'Association Catalane de Compositeurs, elle participe avec deux œuvres (2004) et dans le CD consacré à Guitare, elle participe également avec deux œuvres (2015).

## Œuvres
- A la Mare de Déu del Pi (1963), pour chœur mixte en adaptation à un poème de Josep Carner
- A València, festa (1986, 2003), seis danzas para orquesta de cámara y guitarra solista que Joaquim Navarro y Jesús Ventura adaptaron.
- Assaig de plagi a la taverna (1970), canción para voz y piano, basada en el poema paródico de Pere Quart
- Ballet illenc (1991), para piano
- Ballet valencià para cobla y piano (1986)
- Calladament l'illa (2003), para piano
- Cant d'amor (2000), para voz, flauta, clarinete, con letra de Mossèn Cinto
- Cançó de l'amor matiner (1963), para coro mixto, instrumentación de un poema de Josep Carner
- Cant de trobada (2001), para tenora y saxofón tenor
- Cant del s16); 20eu cant (1996), para voz y piano, Primer premio de composición "Caterina Albert"
- Cinc adagis (1984), para piano, sobre poemas de Roig i Llop
- Cinc poemes de Josep Carner (2002), para voz y guitarra (Calor, Màgic moment, Cançó de la mica mica, Expectació i El pi)
- Dansaines (2003), para trío de oboe, clarinete y fagot
- Dèiem la nit (1970), canción para voz y piano, sobre un poema de J.V.Foix
- Dibuixant (2001), para flauta y piano
- Dolça pope de sal (1979), comedia para voz y piano, con letra de Santi Sans
- Dolls d'aigua (2003), para piano
- Dos moments visuals (1999), para cuarteto de cuerda
- Dues peces de bressol (2005), para saxofón tenor y piano
- Elegíac per a trio de violí, violoncel i piano (2005)
- Erem tres, erem dos, era jo sol, erem ningú (1974), para voz y piano, sobre el poema de J.V.Foix
- És quan dormo que hi veig clar (1970), para voz y piano, basada en el poema de J.V.Foix
- Esplai (1975), para voz y piano
- Esquitxos (2000), suite para piano (en set parts: Dansa catalana, Joguines, Recordant, Complaença, Garlandes, Camperola, Anant al monestir i Sardana íntima)
- Evocació a Mossèn Cinto Verdaguer (1999), para piano a cuatro manos 1
- Expressió de captiveri (1970), para piano
- Festitxola (1962), para coro mixto e instrumentos, sobre un poema de Josep Carner
- Final del laberint (1968), para voces, narrador y piano, sobre poemas de Salvador Espriu (incluye Ramats d'estrelles, Nua llum d'alba, Esdevindrà la tarda, Endins de la boira, Quan ja sigui feliç, La tarda, Em dreça el cant, A poc a poc veus mort, Esguarda l'arbre sol i ocells d'alba, La meva por, Príncep centaures, Ja salvat en la neu alta de les muntanyes, Abelles tot l'eixam, I després del silenci, Occident cant, La vella nit es posa de nou l'abric, Com m'encercla el bosc!, Cavava la llavor, Diré, del vell foc i de l'aigua, Les campanes)
- Guspires: divertiment per a flauta, clarinet en sib i fagot (2003), también en versión para oboe, clarinete y fagot
- Himne de les Jornades Internacionals Folklòriques (1983), para coro y cobla
- Impressions (1965), para piano (Cançó de les muntanyes, Clarícia al lluny)
- Impromptu (1948)
- Inici al cant en memòria de Salvador Espriu (1983), para piano
- Llibre de Sinera (1968, estreno en 1981), oratorio sobre el poema de Espriu, para 10 solistas, coro y grupo instrumental
- Mar incandescent: trío per a tenora, violoncel i piano (2004)
- Mediterrànies (1977), suite para piano (en ocho partes: Eivissenca, Invocació, Melangia, Dansa de Tarragó, Alteració, Murmuri, Interrogants i Ritme ancestral)
- Missa breu (2005), para coro mixto
- Mozartian (2006), para saxofón tenor y piano
- Música experimental per a cobla (1976)
- No t'haig de donar accés al meu secret (1968), para voz y piano, sobre un poema de Salvador Espriu
- Pell de brau (1982), para piano sobre texto de Espriu
- Pinzellades (2001), para guitarra
- Poc més o menys amor (1968), para voz y piano, sobre un poema de Salvador Espriu
- Pompeu Fabra en homenatge (1968), para voz y piano, sobre un texto de Salvador Espriu
- Preludiant per sobre les ones de la mar (1998), para piano
- Projecte de nostàlgia (1991), para voz y piano, con letra de Pilar Cabot, Primer premio "Caterina Albert"
- Quatre poemes de Miquel Martí i Pol (2002), para voz y guitarra (Davallem junts, L'ombra, Petita suite i Temps nou)
- Rafael Tasis, en homenatge (1970), para voz y piano, sobre poema de Pere Quart
- Retaule d'Olesa (2002), ballet para cobla
- Seqüeia (1997), para voz y piano sobre un poema de Assumpció Forcada
- Set instants número 2, intent d'aproximació a una exposició de Joan Miró (2008), para flauta, tenora o corno inglés y piano (incluye Des del mar, Lluna, Estrella, Sol i Grafismes, Dos ocells solars, Carícia d'ocell i Color des del mar)
- Sé un poble lluny de Provença (1987), canción para voz y piano sobre el poema de J.V.Foix
- Sesta, para voz y conjunto instrumental, sobre el poema de Josep Carner
- Set estampes del Baix Empordà (1982), para piano y recitado, sobre poemas de Josep Colet (incluye las canciones Pedra tallada, Torre de Palau-Sator, Pals, De Llafranc a Tamariu i Mar perdut de les Gavarres)
- Set petits divertiments (2002), para saxofón y piano
- Sis cançons (1955), para voz y piano, sobre poemas de Joan Torrents i Maymir
- So de sonata (2006), para tenora y piano
- Solitud (1991), canción para voz y piano con letra de Maria Oleart
- Suite de quatre danses (1949), para piano
- Tapís (2005), suite de piano inspirada en el libro de David Jou
- Temps nou, poema de Martí i Pol, grabado por Maria Dolors Laffitte en Estimats poetes, en grabación reeditada en el DC Roda. Homenatge a Miquel Martí i Pol (Sabadell: PICAP, 1999)
- Tres divertiments (2002), para saxofón tenor
- Tríptic (1956), para violoncello y piano
- Un nou Nadal, o els pescadors de Nadal (2003), cinco canciones para cuarteto de saxofones, inspiradas en los poemas de Roig i Llop
- Vigila, esperit, vigila (1998), para quinteto de cuerda, piano y voz, inspirada en el poema de Joan Maragall
- Canciones basadas en poemas de Mercè Corretja: Amic vine (2002), Cançó del vent al rostre (1979), Darrere el silenci (1979), Es desperta una promesa d'estiu (1985), Estimo el crit (1999), Et conec a dintre meu (1979), M'endinso en la foscor de la nit (1995), Màgiques aurores, La nit, Ombra de foc (1988), Pren amb les mans (1985), Quan siguis fum o boira (1985), Sensivitat (1977), El sol que em desperta (1979), Teníem por de la nit (1977), Vibracions (1977), Vine pluja (1979), Vine vent (1977)

### Sardanas
- À la Mare de Déu du Pi, per à cor mixt i cobla
- Avis jolius (1973)
- Drapeau au vent
- Cornellà
- Desperta ferro! (1972), amb lletra De Roger Soronelles
- Encís gironí (1958)
- Fent camí (1973)
- Fruit De maig (1974)
- Homenatge Salvador Espriu ou À Salvador Espriu en homenatge (1964), per à orquestra simfònica ou piano
- Intime (2002), per à orquestra de cambra
- Mer de Sinera (1968, 1980), per à veu i cobla
- Si tens la dansa (1973), per à cor
- Som-hi! (1968), Inspirée dans un poème de Salvador Espriu

### Chansons sur des poèmes de différents poètes catalans
- Poemes De Josep Carner 2 [pour voix et piano] Barcelone: Clivis, 1996 (comprend Chaleur, Expectació, Cançó de la mica mica i La fleur sacrée)
- Poemes De Josep Carner 3, veu i piano Barcelone: Clivis, 1996 (comprend Màgic moment, Joc d'aigua, L'estiu fecund au jardinet, Le pi i Pregària)
- Poemes De Miquel Martí i Pol, du llibre "Els bells camins" veu i piano Barcelone: Clivis, 1994 (comprend Geranis, Temps nou, Davallem junts, L'ombra, Clou-me l'espai i Petita suite)
- Poemes De Miquel Martí i Pol 5, veu i piano Barcelone: Clivis, 2004 (comprennent Capvespre d'agost, Drecera d'ombres, À mig air, Absència i Encara ton)
- Poemes De Miquel Martí i Pol 6, veu i piano Barcelone: Clivis, 2004 (comprennent Paisatge encès, Amb l'ombra dòcil, Més enllà, Tot és propici, Aquest silenci i Trenca le silenci)
- Poemes De Salvador Espriu: "Fin du laberint", sis cants per à soprano i piano Barcelone: Clivis, 1999 (comprennent Nua llum d'aube, Endins de la boira, La tarde, Ramats d'lances, Esdevindrà la tarde i Quan ja sigui feliç).
- 48 estudis per À saxophone solt, dans le CD-ROM Chou·lecció Saxophone-Repertori Gerard Bosch Barcelone: DINSIC, 2005
- Trois divertiments per à saxophone soleil Barcelone: DINSIC, 2003 (réédité dans le CD-ROM Chou·lecció messieurs compositeurs Barcelone: DINSIC, 2005)
- Manche petits divertiments per à saxophone alt i piano Barcelone: DINSIC, 2002

## Enregistrements
- LP Ombra De foc, avec Mercè Torrents au piano et les voix d'Anna Ricci et Marina Rossell dans quelques pièces, Barcelone: Picap, 1988 ref. 10.0022 (Il comprend j'ai dessiné mon pays: je ne précise pas les mots pour te dire que je te veux, Gai, Méditation, Thème et variations, Méditerranéennes 1à. Part, Bolero, Pas à deux fragments du ballet En Valence fête, Adagios, les cloches, Début au chant en mémoire de Salvador Espriu, et me monte l'air et la lumière de la mer fragments musicados du Livre de Sinera, Revenait le vent à commencer, Mer de Sinera, Chanson des montagnes, éclaircissements au loin)
- DC Estimats poetes: cants De l'esperit avec la voix de María Laffitte, sur des poèmes de Martí i Pol, Maragall, Verdaguer, Espriu, Foix, Joan Oliver, Carner, Salvat-Papasseit (Sabadell: Picap, 1995 ref. CD-80 00 1702 Couverture )
- Núria Feliu chante Salvador Espriu, Hispavox, 1969.
- LPRamats D'étoiles (Picap, 1986) avec la chanteuse Núria Batlle accompagnée au piano par l'auteur;
- CDTapís (Albert Moraleda, 2014), sur le livre de poèmes de David Jou, interprété par la pianiste Victoria Katsyuba et Anton Course aussi bien que recitador;
- CD Compositeurs catalans - Guitare, ACC, comprend deux oeuvres de M. Torrents: Sardana Du retable de Olesa et Danse des Cavallini, interprétées par Jacob Cordoue, 2015.
- CD Avuimúsica. Collection de Musique Catalane Contemporaine, vol. 4 Narcís Bonet, Teresa Borràs, Josep Maria Pladevall, Frederic Wort, Delfín Colomé, Mercè Torrents (Jafre de Ter: Anacrusi ref. DD00933). Il comprend deux oeuvres de M. Torrents: Évocation (interprétée par le Duo Va-la) et Prélude. (Interprétée par Hu-Am Park).
- CD Mediterrànies (Albert Moraleda, 2016), que ramasse son oeuvre pour piano seul et piano à quatre mains interprétée par Nexus Piano Duo (Mireia Fornells et JM Hernández Sagrera);
- CD Oratori du Llibre de Sinera (Colonne Musique, 2016) enregistrement de la version pour orchestre, voix solistes, recitadores et coeur mixte, descends la direction de Conception Ramió, avec l'Orchestre Terroirs de Marque, le coeur Dyapason descends la direction de Teodoro Roura, le pianiste Joan Miquel Hernández Sagrera, la mezzo Marta Valero, Névoa, Lloll Bertran et Joan Valentín comme voix solistes, et Núria Candela, Juan Valentín et Núria Feliu aussi bien que recitadores;
- CD Cançons secretes (Colonne Musique, 2017), 12 chansons sur des poèmes de sa fille, Mercedes Correa, interprétées par la mezzo Marta Valero et la pianiste Marta Pujol. Texte: Àlex Susanna.
- CD Màgic moment. Colonne Musique, 2020. 21 chansons de Mercè Torrents et Turmo sur des poèmes de Josep Carner, Miquel Martí i Pol, JV Foix, Salvador Espriu et Mercè Correa. Interprètes: Marta Valero, mezzosoprano, et Daniel Blanch, piano. Texte de Joan tu Habites en catalan, anglais et espagnol.